# 虹子の冒険
虹子の冒険（にじこのぼうけん）は、テレビ朝日系列で放送されたテレビドラマ。1980年12月11日から1981年3月12日まで全13話が放映された。放送時間（日本時間）は木曜21時 - 21時54分（「ゴールデン劇場」内）。

## 概要
建設会社勤務の普通のOL虹子（夏目雅子）は弟の借金を返済するために、親友のかおり（田中好子）と銀座の一流クラブでホステスをすることに。二人の女性の自立と恋愛を周囲の人間模様も絡めて、豪華キャストで描いた作品。主演は、ドラマ初主演となった夏目雅子。田中好子もこの作品がキャンディーズ解散後のドラマ初出演であり、夏目と田中はこのドラマがきっかけで実生活でも親友となった。演出とプロデューサーの久世光彦にとってはカノックス設立後のドラマ初制作作品であった。
原作はつのだじろうの漫画『銀座花族』。だが、銀座ホステスたちの激烈な出世競争を赤裸々に描いた原作と異なり、ホステスたちの世界の描写はソフトに抑えられている。また原作にはまったくない、主人公・副主人公の虹子・かおりらの家庭をめぐる、ホームドラマ的なストーリーも展開される。
原作と共通しているのは、「虹子」「かおり」という名前や彼女らが勤務する店名、「あなたならどうする？」というキーワード程度である。サブキャラクターも、原作とまったく異なる人物が多数造形されている。

## スタッフ
- 原作：つのだじろう（『銀座花族』）
- 脚本：柴英三郎、田口耕三、水口望
- 演出：久世光彦、澤本均、小野鉄二郎
- プロデューサー：木村幹(テレビ朝日)、久世光彦、雨笠明男、三浦寛二
- 制作：千野栄彦(テレビ朝日)
- 音楽：山下毅雄
- 制作協力：東通
- 制作：テレビ朝日、KANOX

## 音楽
テーマ曲
- 都倉俊一『リヨンの星座』

挿入歌
- チコとヒューマンカンパニー『片仮名ギンザ』

## キャスト
- 河野虹子：夏目雅子
22歳〜23歳。母は5年前に亡くなり、父・一郎、弟・勇司の3人暮らし。京都の建設会社勤務のOLだったが、勇司の借金を返済するために銀座のホステスに転身。
- 瀬戸かおり：田中好子
24歳。銀座のクラブで虹子の同僚。虹子と同じ時期にホステスに転身した。父は幼い頃に亡くなり、同居する母はサラ金を経営。派手な性格が災いして、男に裏切られ傷ついている。
- 河野一郎：青島幸男
虹子の父、48歳。中小出版社の総務部部長。子供については放任主義で、勇司からは無気力だと軽蔑されている。一方では佐江子の愛人。
- 河野勇司：本間優二
虹子の弟、22歳〜23歳。父に対する反発から投機会社に勤務し始めたが、その会社が怪しげで、更に客の金に手を出して1,500万円の借金を抱えてしまった。
- 早川佐江子：吉行和子
45歳。小料理屋「佐江」を経営。古風な感じで忍耐の多い人生を送って来た。男性不信で、男に対し恨みばかり持っていたが、愛人となる一郎と出会って初めて女の幸せを知る。
- 山村園子：渡辺美佐子
48歳。虹子とかおりが務めるクラブ「ヴァンテレーヌ」のママ。水商売歴20年。虹子に才能を見出して客扱いのコツなどを仕込む。
- 瀬戸たまき：加藤治子
58歳。かおりの母。
- 藤田順子：江波杏子
38歳。超一流クラブ「花族」のママ。合理的な経営手法で考えも冷徹。過去は全て秘密に包まれている。
- 尾形秀男：名高達男
- 浜崎英作：岩城滉一
- 小堀松夫：小松政夫
ヴァンテレーヌのスカウトマン。虹子とかおりに「素人には『花族』は無理だ」とヴァンテレーヌを勧め、紹介する。
- 森田真紀：夏純子
ヴァンテレーヌのナンバーワンホステス。虹子にとってホステスの世界を体で覚えさせてくれる教師のような存在。しかし虹子にナンバーワンの座を脅かされるのを恐れ復讐心を持つ。
- あざみ：松本ちえこ
- 渡辺：谷啓
- たこ八：たこ八郎
- 安井平吉： 由利徹
- 安井マドカ：風見りつ子
- ヴァンテレーヌの客：つのだじろう
- 前沢健三：内藤武敏
- 高橋亜矢子：相本久美子
- 葉子：後藤加代
- 麗子：藤方佐和子
- 悠子：絵沢萠子

（出典：）

## サブタイトル（エピソード・リスト）
サブタイトルは、全て1960年代から1980年までにヒットした歌謡曲。
| 各話     | 放送日         | サブタイトル （同名の曲の歌手）                        | 脚本     | 演出       | 視聴率 |
| -------- | -------------- | ------------------------------------------------------ | -------- | ---------- | ------ |
| 第一回   | 1980年12月11日 | 『あなたならどうする』 （いしだあゆみ）                | 柴英三郎 | 久世光彦   | 7.7%   |
| 第二回   | 1980年12月18日 | 『ゆうべの秘密』 （小川知子）                          | 柴英三郎 | 久世光彦   | 6.7%   |
| 第三回   | 1980年12月25日 | 『よせばいいのに』 （三浦弘とハニーシックス）          | 柴英三郎 | 澤本均     | 6.8%   |
| 第四回   | 1981年1月8日   | 『別れても好きな人』 （ロス・インディオス&シルヴィア） | 田口耕三 | 久世光彦   | 7.7%   |
| 第五回   | 1981年1月15日  | 『雨がやんだら』 （朝丘雪路）                          | 田口耕三 | 小野鉄二郎 | 9.4%   |
| 第六回   | 1981年1月22日  | 『わかって下さい』 （因幡晃）                          | 柴英三郎 | 澤本均     | 6.2%   |
| 第七回   | 1981年1月29日  | 『帰ってこいよ』 （松村和子）                          | 田口耕三 | 久世光彦   | 6.2%   |
| 第八回   | 1981年2月5日   | 『弟よ』 （内藤やす子）                                | 田口耕三 | 久世光彦   | 5.5%   |
| 第九回   | 1981年2月12日  | 『ついて来るかい』 （小林旭）                          | 柴英三郎 | 小野鉄二郎 | 6.8%   |
| 第十回   | 1981年2月19日  | 『雪が降る』 （サルヴァトール・アダモ）                | 水口望   | 澤本均     | 5.1%   |
| 第十一回 | 1981年2月26日  | 『花と蝶』 （森進一）                                  | 水口望   | 小野鉄二郎 | 6.1%   |
| 第十二回 | 1981年3月5日   | 『女のみち』 （ぴんからトリオ）                        | 水口望   | 澤本均     | 8.5%   |
| 最終回   | 1981年3月12日  | 『また逢う日まで』 （尾崎紀世彦）                      | 柴英三郎 | 久世光彦   | 6.8%   |

## ネット局
ナショナルゴールデン劇場#ネット局を参照。

## ソフト化
- 2005年9月2日にDVD-BOXとして発売された[3]。